# Yoté

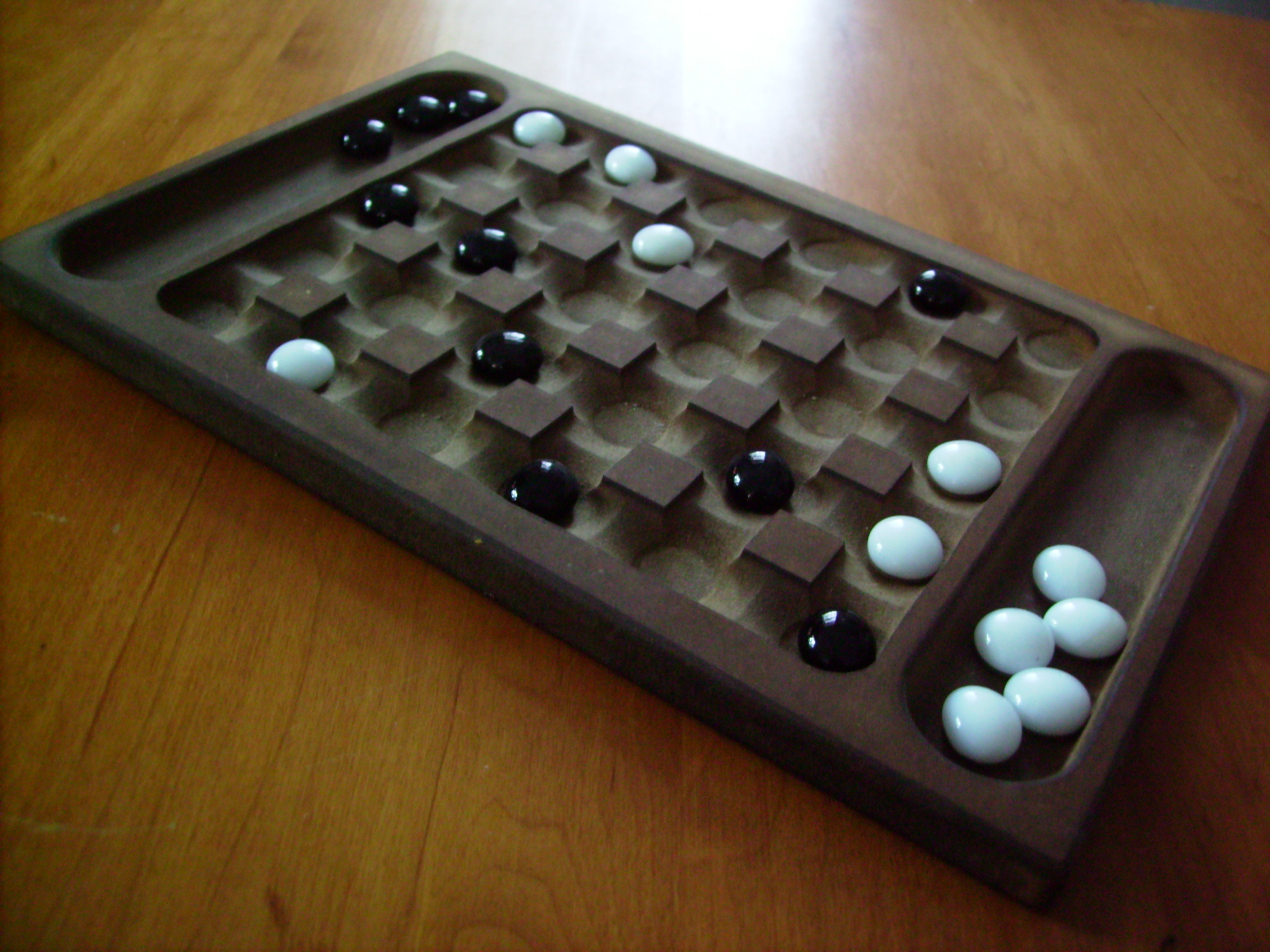
Een yotébord.

Yoté is een spel dat haar oorsprong heeft in West-Afrika. Origineel wordt het spel in het zand gespeeld, maar tegenwoordig zijn er ook speciale borden gemaakt waar het spel op gespeeld kan worden. Het is een zuiver denkspel, maar toch kunnen de kansen zelfs bij geroutineerde spelers snel keren. Er wordt veel om het spel gegokt. Vooral in Senegal wordt er om hoge inzetten gespeeld.

## Spelregels
De opzet van het spel is simpel. Het wordt gespeeld met een veld van 5 bij 6 hokjes. Aan het begin van het spel is het veld of bord leeg. Iedere speler krijgt twaalf fiches. In Afrika zijn de zwarte speelstukken meestal kiezelsteentjes en de witte speelstukken korte stokjes. De regels geven een grote bewegingsvrijheid en elke zet vraagt eigenlijk om een strategische beslissing. Beide spelers proberen om alle fiches van de tegenstander te slaan. De speler die met de zwarte speelstukken speelt, de kiezels dus, begint. Hij legt een steentje in een willekeurig bakje. Per beurt mag slechts een fiche gespeeld worden. Een speler hoeft niet alle twaalf fiches op het bord geplaatst te hebben, voordat hij de reeds geplaatste fiches mag verzetten. Hij mag er enkele als reserve houden om later in het spel te gebruiken. De fiches mogen 1 bakje per beurt in een rechte lijn verplaatst worden (niet diagonaal). De fiches moeten in een onbezet bakje terechtkomen. Een speler kan een fiche van de tegenstander slaan door eroverheen te springen en het van het bord te nemen. Hij krijgt dan tevens een extra slag. Hierbij mag hij een willekeurig fiche van de tegenstander van het bord pakken. Hoewel de meeste yoté-partijen vrij snel en overtuigend gewonnen worden, is het mogelijk dat een spel onbeslist blijft. Dit is het geval wanneer iedere speler slechts drie of minder fiches op het bord over heeft.